# タイの仏教

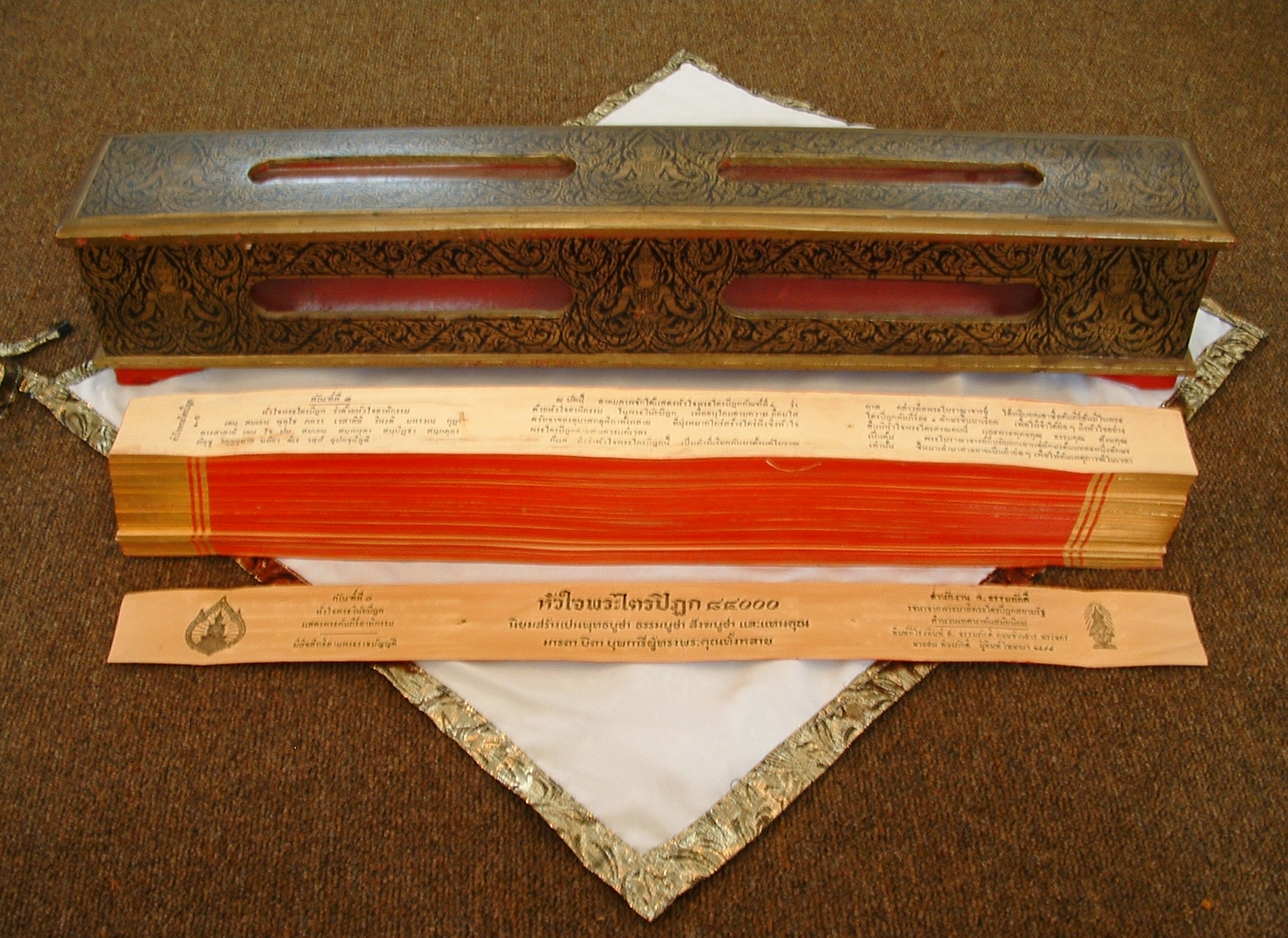
印刷されているが、薄くスライスした木に書かれているやや伝統的スタイルの三蔵。

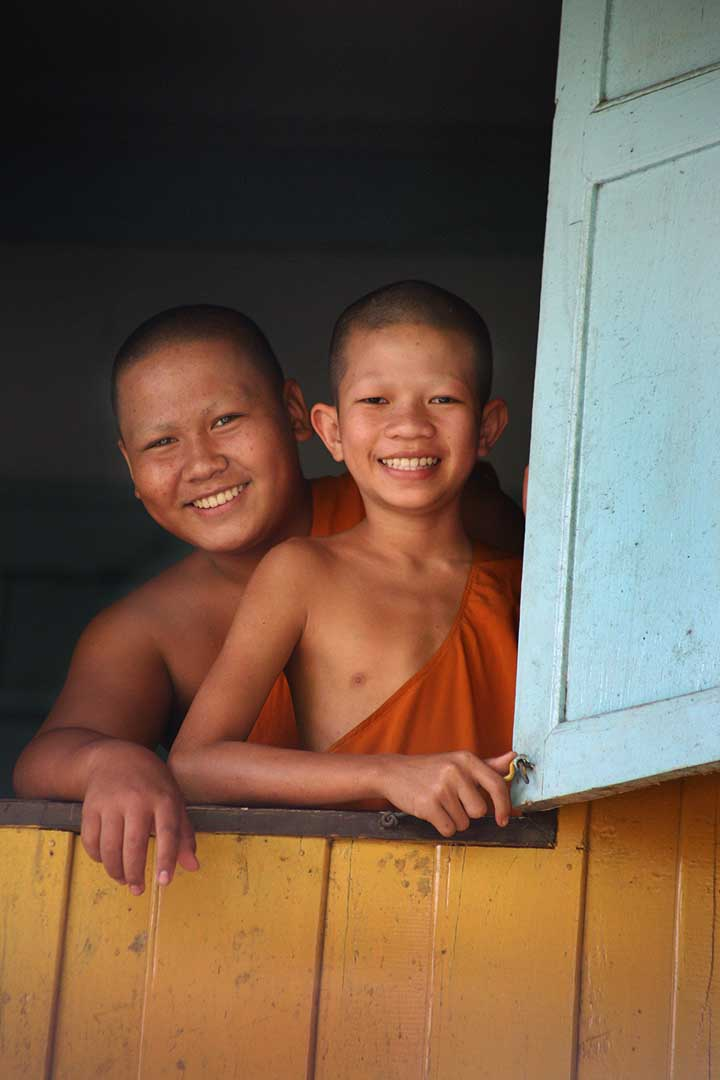
タイの幼少の僧侶

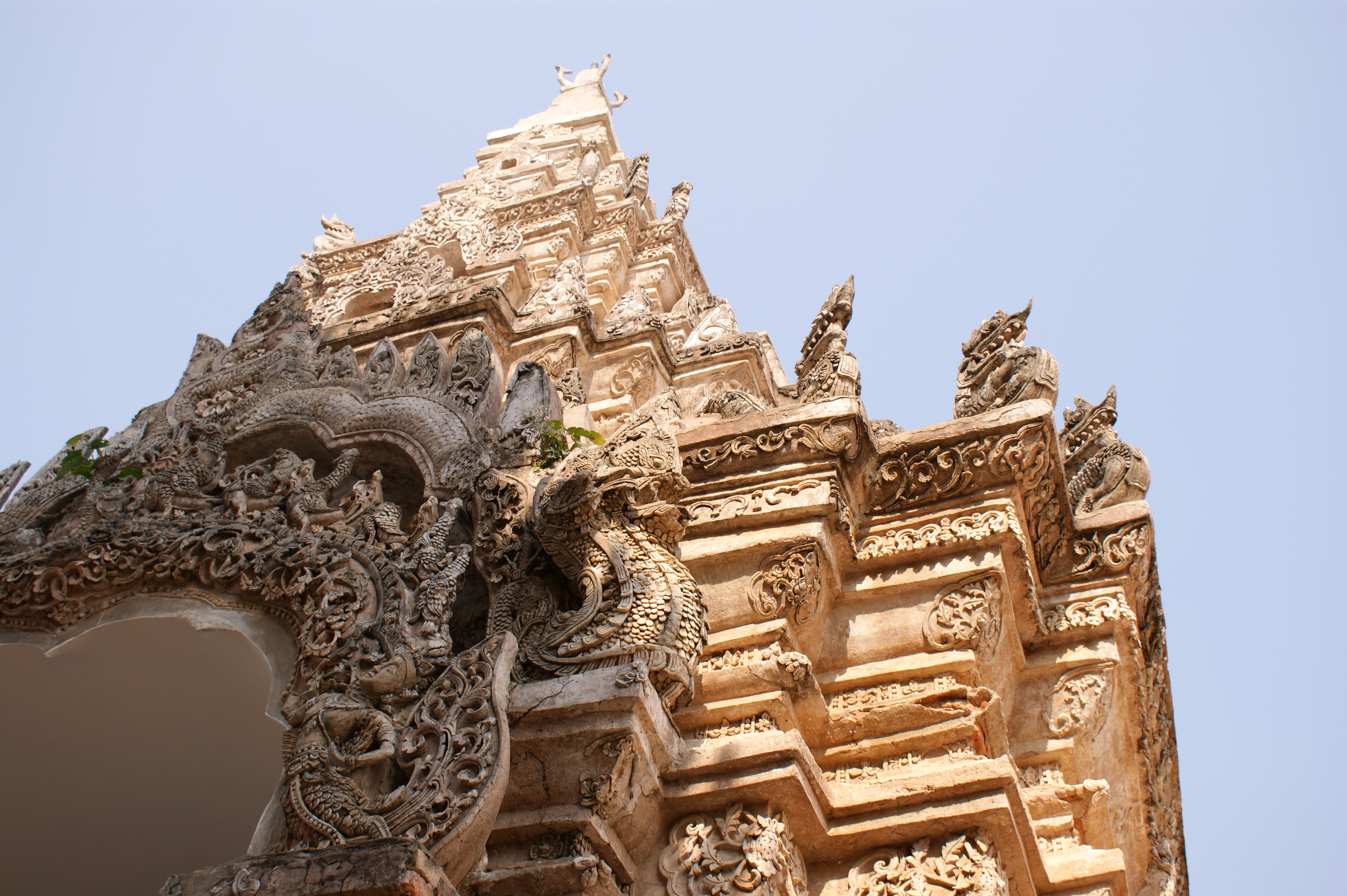
ワット プラタート・ラムパーン・ルアング寺院の入口

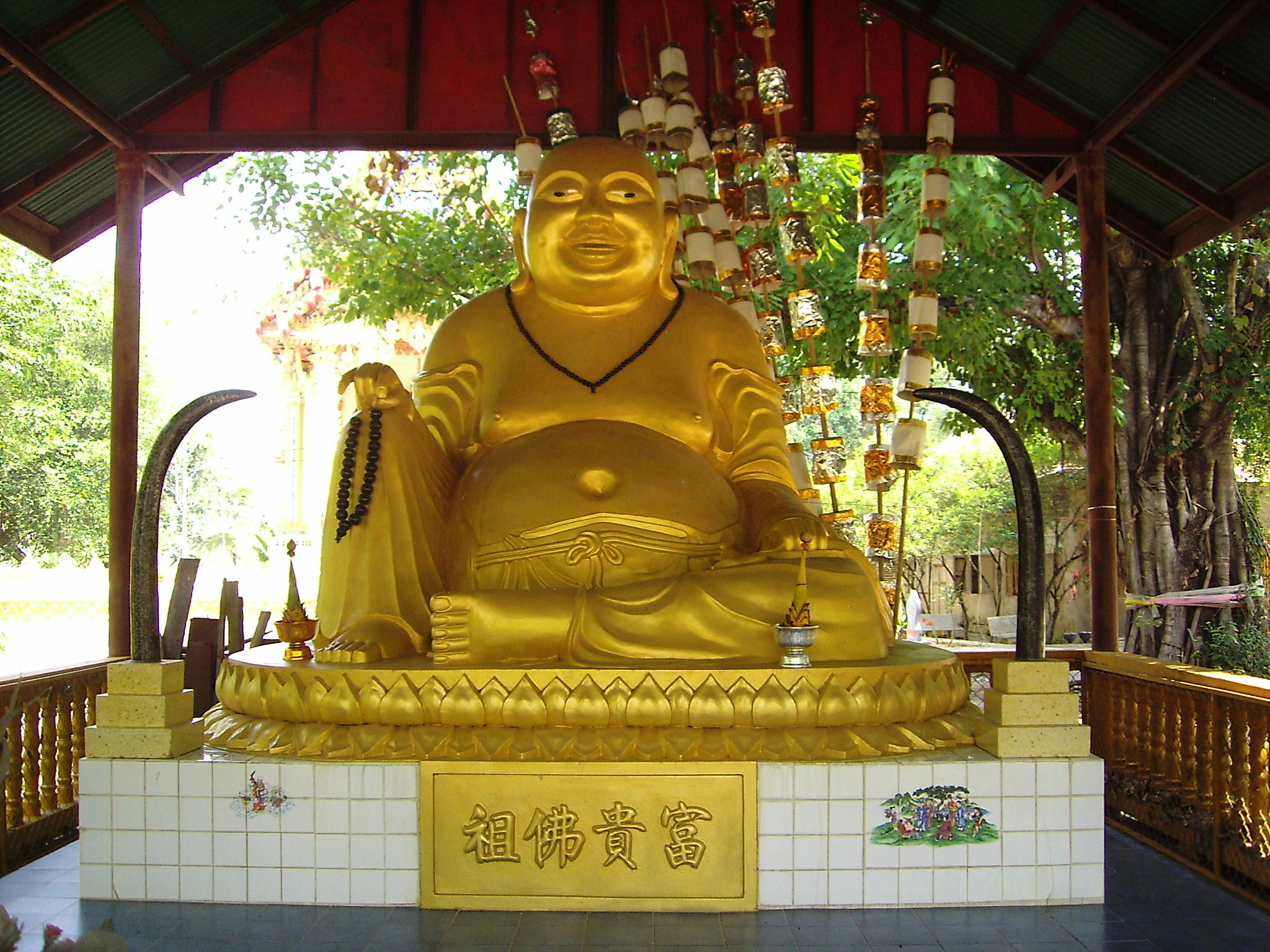
タイの布袋像（ヤソートーン県）

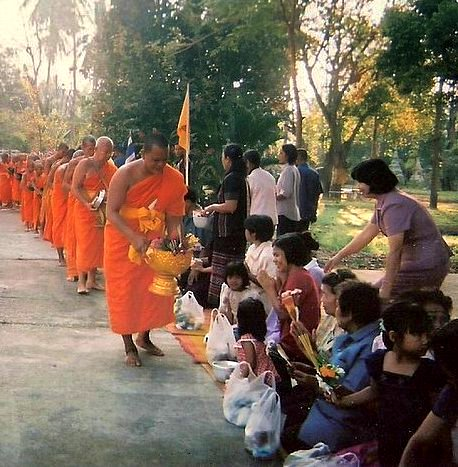
村民より食料を受け取る僧侶

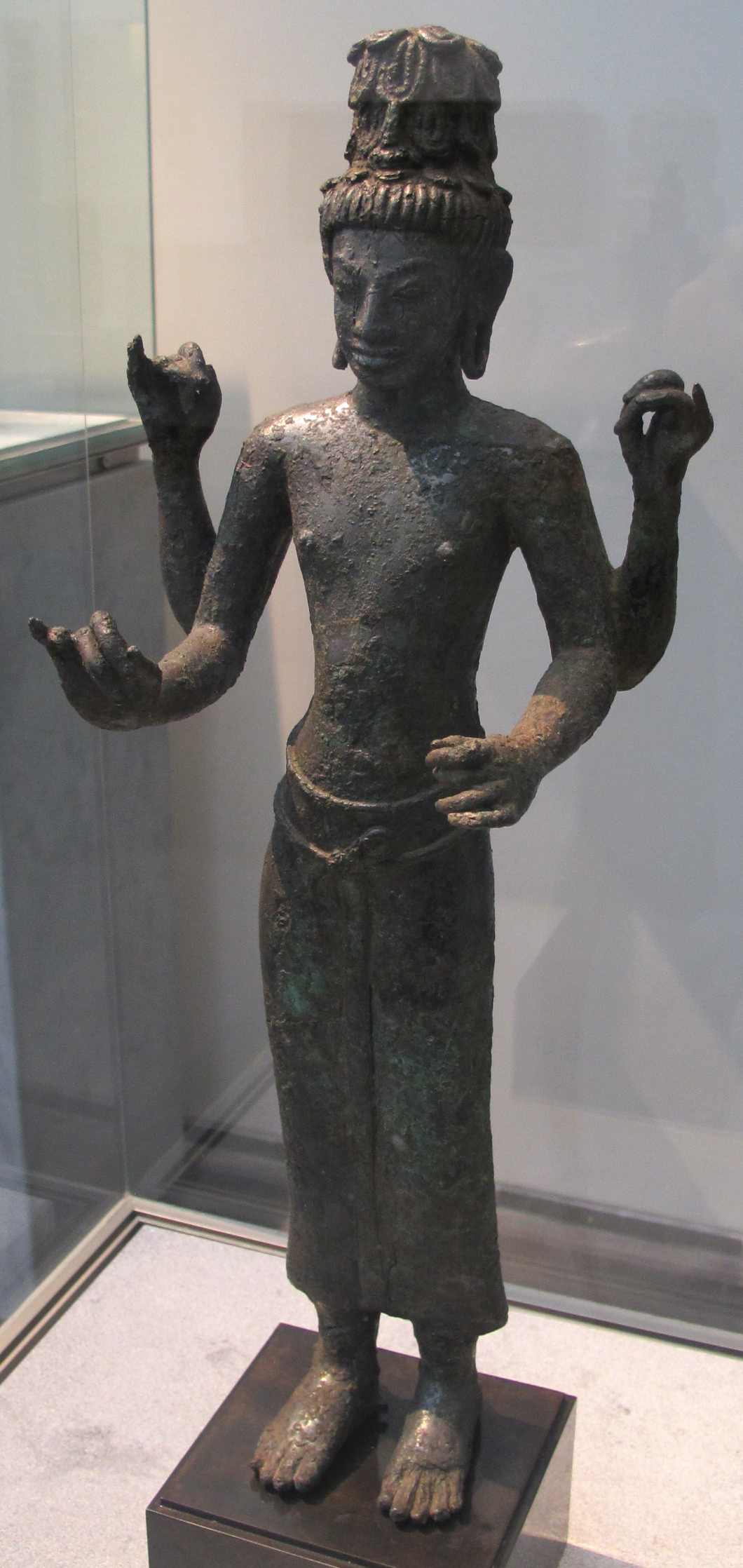
タイの弥勒菩薩像（8世紀）

タイの仏教（タイのぶっきょう）では、タイ王国の仏教について述べる。同国では主に上座部仏教が信仰されている。

## 歴史

### 成立
タイ族が11世紀頃に現在のタイの土地へ南下して来た民族移住の時代は、当時タイ族はピー信仰（精霊信仰）を享受していたが、上座部仏教が最大の勢力を持つ宗教として成立するのはラームカムヘーン王（在位・1279年? - 1300年?）の時代である。後に王に即位したリタイ王（在位1347年? - 1368年?）は、衰えて行くスコータイ王朝を仏教思想で立て直そうと、タイ族の君主として初めて出家を行い、タンマラーチャー（仏法王）と名乗った。これは日本の奈良時代、東大寺盧舎那仏像（奈良の大仏）を建てることで、天皇の仏教権威を高める鎮護国家で国政を安定化しようとした聖武天皇と似ている。リタイの出家、およびタンマラーチャーの思想は、王権を高める上で非常に有利であったためアユタヤ王朝、ラーンナータイ王朝などの周辺諸王国に伝播していった。さらに、この出家の習慣は初期は王が行っていたが、後には民衆にも伝播し、タイ族の男子は成人すると必ず出家すると言うのが暗黙の義務になっていった。

### モンクットの改革
時代は下りチャクリー王朝の時代になると巨大な特権集団であるサンガの腐敗が目立つようになっていった。税が課されないと言う理由で出家し、庫裏に女性を連れ込むなどの行為もこの時代は起きていたという。このような状況に対して、『王様と私』で知られるモンクット（ラーマ4世、1804年 – 1868年）は仏教改革を精力的に行った。この時に出来た派閥をタマユットニカーイと言う。タマユットニカーイは合理主義と厳しい戒律で知られる。タマユットニカーイに対して旧来の勢力をマハーニカーイという。後にはタマユットニカーイの影響を受けマハーニカーイの側も改革を行った。

### サンガの国家制度化
モンクットに続き王になったチュラーロンコーン（ラーマ5世、1853年 - 1910年）はチャクリー改革によって中央集権を確立したが、国の拡大に伴いタイ全土のサンガを管理する必要が出てきた。チュラーロンコーンはサンガ法（1902年）によってそれまで単なる僧の集まりであったサンガを明確に法人化し、全ての僧に所属する寺院へ僧籍を入れさせた。この僧籍への強制入籍は最初は首都近辺で始められ、徐々に遠隔地に浸透した。このサンガ法の実効には20年を要した。1941年には、第一次ピブーンソンクラーン内閣によって仏暦2484年にサンガ法に改訂されて、さらに1962年には、サリット内閣によって仏歴2505年にサンガ法に改訂された。

### 仏暦2484年サンガ法
改訂の入った仏暦2484年サンガ法では1932年の立憲革命の影響を受けサンカラート（大僧正）の下に立法府、司法組織、行政組織を置き民主主義的なものであったが、非常に効率が悪かった。特に1958年のサンカラート死去時、タンマユットニカーイ出身の僧とマハーニカーイ出身の僧、どちらの僧が新たなサンカラートになるかで紛争が起こった。話し合いは2年にも及び、結局は当時のワット・ベンジャマボーピット（マハーニカーイ）の住職が新たなサンカラートになることで幕を閉じた。
しかし、国の「発展」のために民主主義よりも「効率」を最優先していた、当時の首相サリット・タナラットにとってはこのサンガの紛争は非常に「非効率」であった。サリットはこのため1962年に仏暦2505年サンガ法を施行した。それまでの民主主義的なサンガ法を否定し、より効率的に機能するように改変した。

### 仏暦2505年サンガ法
このサンガ法ではまずサンカラートの下に立法機関（長老会議:マハーテーラサマーコム）を置き、その下に行政機関を置く上下一本の関係で構成されている。長老会議は、サンカラートによってソンデットの位を叙せられた高位の僧とサンカラート自身によって構成されている。また終身制であったサンカラートの地位を国王によって剥奪出来るようにした。国王とはいうものの、内閣が国王の行為を管理できたため、事実上はサンカラート（つまりサンガ全体）は政府の管理下に入ることになった。

### 新時代のタイ仏教
20世紀の後半に入ると、科学の発展に従いタイ人一般にも新たな価値観が生まれ、タイの仏教界も変化を余儀なくされた。
仏教の社会的影響力は、僧侶の腐敗事件が続発しサンガの権威が動揺するなど低下し、信者はお守りなど現世利益のみを求める行動がさかんとなった。また1970年代に仏教僧のプラ・キティウットーが「共産主義者を殺しても仏教の戒律には違反しない」と主張するなど、民族主義的な過激な主張も一部で見られるようになった(仏教と暴力#タイ)。

こうした社会的変化のなかで、仏教界では新しい運動も起こり、同じような考えを持つ僧同志が集まって一種のコミュニティーを作り出した。以下にその主要なものを挙げる。

#### プラ・プッタタートの運動
チャイヤーにワット・モーカーパララームと呼ばれる本拠地がある。このコミュニティーを作ったのはプラ・プッタタート（1906年 - 1993年）で原始仏教の修行形態を重視し、質素な生活を特徴としている。その思想は既存の仏教理論に批判を加え、ブッダの唱えた「純粋」な教えをリバイバルさせようと言うものであるが、一方で一般に上座部仏教には見られない空の思想をも展開している。一部で異端視する考えもあるが、プラ・プッタタートの一日一食の禁欲的生活はコミュニティー外からも尊敬を集めていた。彼の本は何回も版を重ね死後の現在でも刊行されている。

#### サンティアソーク
サンティアソークとは「静寂のアショーカ」と言う意味である。プラ・ポーティラックという僧によって創設された。タマユットニカーイで出家するも飽き足らずマハーニカーイで再出家するが、ここでも満足できず、自らサンティアソークと呼ばれる禁欲的なコミュニティーを作った。その仏教実践は禁欲を特色とするが、政界への進出など政治色も強い。サンティアソークの作った政党にパランタム党があるが、タイを本格的な民主化に導いたチャムロン・シームアン旧バンコク都知事がこの党に所属し、プラ・ポーティラックの支持者であったことから話題を呼んだ。ちなみに元首相のタクシン・シナワット警察中佐も元はパランタム党の出身である。プラ・ポーティラックはあまりにも言動が過激であったためサンガから強制還俗処分に遭っている。

#### タンマガーイ
タンマガーイ寺院は瞑想を中心としている仏教系新宗教。その歴史は仏暦2513年（西暦1970年）2月20日のマカブーチャ（万仏節）にて、パラヤッド氏から寄贈された196ライ（約9万5千坪）の土地を、当時61歳であったクンヤーイ・アーチャーン・マハーラタナ・ウバシカ・チャン・コンノックユンと出家一年目のプラテーパヤーンマハームニー（ルァンポー・タンマチャヨー）、そして仏教に純粋な信仰心を抱く信者や弟子達の協力によって始まった。（当時は仏輪修行センターという名で、その後に国王から寺院建設の地域として賜り、1981年3月29日にタンマガーイ寺院へと改名した）。ルァンポー・タンマチャヨーは1999年に詐欺と横領の罪でタイ警察から逮捕状が出されている。
この他、ワット・タムクラボークなどに見られる、モン族難民の受け入れに代表されるような慈善活動や、地域の開発など、以前の様に宗教的な行為だけでなく、社会的な運動に力を入れる傾向が大きくなっている。かつてタイの仏教は、世俗と関りを極力避ける超俗的姿勢を保っていた。しかし、1960年代頃から、社会参加を始めるようになってきた。これについて、アメリカの行政文書を調べた歴史学者ユージン・フォードによれば、ＣＩＡが「アジア財団」という米国の財団に資金を出し、そこからタイの仏教界に流れていたといい、もともとは戦後50年代頃からのインドシナの共産化に対し、共産化への防波堤として僧侶をラオスやカンボジア国境付近の村々に送り込んで開発・教育や反共宣伝に利用しようとしたアメリカの冷戦政策がきっかけとなったことが指摘されている。これが70年代、80年代になると、リベラルな立場で貧困脱却のための開発を目指す僧侶（開発僧）と共産主義者を敵視する右翼的な僧侶の二派が出て来たという。近年の南部タイでのイスラム教徒との対立においては、この後者の右翼的なタイプの僧侶らがイスラム教徒を敵視するよう世論を煽る形になっているという。

## 思想
タイの仏教ではヒンドゥー教におけるプラ・イン（インドラ）、プラ・ナーラーイ（ヴィシュヌ）などの神々を神話の産物として位置づけ、信仰の対象にしていない。これをアテーワニヨム（アは否定の接頭語、テーワは「神」、ニヨムは「主義」）という。タイの寺院では本尊には必ず仏像を配置し、ヒンドゥーの神々はあくまで装飾の一部である。アテーワニヨムはタイの仏教におけるサンガの基本的な思想として受け入れられてきた。
また庶民の仏教観念としてタンブンというものがある。タンブンとは功徳を積む行為のことである。タンブンと言う言葉は広義には人や動物を助けたりする行為が含まれるが、狭義には寺院や僧への寄付のことになる。タンブンの観念は輪廻転生の思想が影響している。生まれ変わることを前提としているタイの仏教思想においては低いとされている身分や動物、地獄に生まれ変わることはブン（功徳）が足りないからだと説明され、現在金持ちなのは前世のブンが多いからと説明される。この思想は特にタイに仏教が伝わる以前からあった思想であるが、前述したスコータイ王朝のリタイ王が地獄の描写を具体的に描き出した著作『三界論』で強化された。三界論はモンクット王のタンマユットニカーイによる批判が加えられるまで主要教典として採用されていたことがこれを強化させた。三界論自体は現在では否定されているものの、タンブンの行為自体はサンガの財源であるため現在に至るまで否定されていない。
ブンは、興味深いことに、タイにおいては他人に転送可能であると考えられている。たとえば、寄付する際、領収書に親や恋人の名前を書くことで自分のブンが他人に転送されると信じられている。またこの転送は死者にも可能と考えられている。昔話などにも息子にブンがあったことで、閻魔から救出されたとする話もある。このようなブンの観念は仏教徒のタイ人ほとんどが人生に一度出家を行う理由の一つとされる。

## 出家

### 出家の要因
タイにおいては、仏教徒の男子は全て出家するのが社会的に望ましいとされており、出家行為が社会的に奨励される傾向にある。出家するための条件としては男子で20歳以上、宗教的な罪がないことを前提としている。ちなみに、出家の要因として主に以下のことが挙げられるであろう。
1. 成人するため。
2. ブンを両親に献上するため。
3. 宗教的な行為を通して良い仏教徒になる。
4. 罪の消去（刑務所を出てから一時期間、僧になる習慣がある）。
5. 配偶者および家族の死去で、支えてくれる家族がいない。
6. 教育を受けるため。

近年ではこの出家の行為が形骸化の傾向にあり、2.と3.を建前とし、実際には1.の理由により、成人通過儀礼として行われることが多い。一方で、いわゆる「自分探し」などの内面的理由や、社会性をつけたいなどの現実的な要因も少なからず絡んでいる。ただ、基本的にはタンブンするということが大前提になっている。
4.は、宗教上の罪と法律上の罪が重なっている場合、法律上の罪を償ってから宗教上の罪を償うというものである。大抵は数か月の出家になるが、殺人罪などで、出家者本人に相当の罪の呵責がある場合、本人の意思次第で一生サンガに身を置いたままになることもある。
5.は非常に古くから機能しており、サンガが一種の福祉施設として機能していた興味深い事例である。
6.は貧しい家に生まれたが、学業に優れていたために僧になって仏教大学に入学すると言うものである。
他に非常に例外的な出家要因がある。これはタイ南部サトゥーン県に広がるサムサムと呼ばれるタイ族とマレー人（マレーシア人でないことに注意）の混血集団において、サムサムのムスリムがなにかの節に何気なく仏に助けを求めてしまった場合、（シャリーア的には違法であるが）ムスリムとして純粋になるために、何気なく背負ってしまった仏に対する借りを返上するなどの意味合いで行われる出家である。

### 出家前
成人式の意味合いが強い出家の場合、カオパンサー（入安居）と呼ばれる雨期の始まり、具体的には6月の初旬に出家を行うことが推奨される。これは伝統的に雨季には農作業が行えなかったことに由来する。そしてオークパンサー（雨季明け）までの約3か月間が望ましいとされるが、出家者のほとんどは成人式的な通過儀礼として行うことが多く、労働価値の高い若年層が数か月も非生産的な集団に入ることは実際には大きな経済的ロスであるため、数週間という短い期間で出家を終える。
出家を行いたいとある人が表明すると、その家族は、サートゥ（善なるかな）と言って祝福する。特に自分が出家を行うことの出来ない女性の家族（主に母親）は、精力的に援助するのがしきたりとなっている。また罪があると出家できないという決まりがあるので、知人を訪ね「私に罪があるのであればお許しください」と請うて回ることもある。この段階で、出家に対して非を唱えることは（女性の場合は特に）非難されるが、実際には配偶者がいる場合、経済的理由から出家は望ましくないとされ、最近では結婚直前に行うことが多い。
なお、配偶者が亡くなった場合や、刑務所から出てきた後の出家などについてはこの限りではない。

### 出家の儀式
出家の儀式は、俗人→僧という単純な構図によって行われるのではなく、俗人→タムクワン儀式→僧という段階を伴うものである。
まず第一段階としてタムクワン儀式が行われる。タムクワン儀式とは黄衣を着る前に、白い服を着、宗教的儀式を経てピー（精霊）を入れ、髪を落とすという一連の儀式である。タムクワン儀式にはタイ族が仏教を信仰する以前のピー信仰（精霊信仰）の名残があると言われる。この期間における出家志望者は俗人とも、僧ともつかぬ状態であると定義できる。
タムクワン儀式における最後の儀式としては、パーリ語の経文を唱えることである。この経文の暗唱が終われば無事黄衣を着ることを許されサンガに入るのである。

## 還俗
僧はいつでも還俗することができ、その意思が妨げられることはない。
還俗すると決めた場合、まず住職と両親にまずその意思を告げ、さらに法を教わった教師の僧に敬意を示し、花を送る。その後、吉日に還俗式を行う。還俗式では、パーリ語によって、還俗する旨が述べられると、住職により袈裟が外される。その後、世俗の服に着替え、もう一度住職に対面し五戒を賜る。
その後の数日間、還俗した者は寺に住み続けて寺院の掃除を行い、修行中の穢れを落とす。吉日、占星師に占わせた良い方角から寺を出る。

### 出家の生活
女性に身体を触れさせてはいけない、午後は食事をしないなど厳しい戒律がある。

### 問題点
21世紀現在、出家生活の形骸化が進み、わずか数週間の出家生活中も戒律を守れない「僧侶」が普通になっている。以下、ニューズウィークの報道記事より引用
。引用開始
　タイではたいていの男性が一度は出家するが、２週間ほどで還俗するのが普通だ。大多数の人は出家の間、喫煙やゲームといった俗世の習慣を断てない。戒律が求めるような敬虔さを持ち続けるのは難しくなっている。
　
　伝統的に僧侶は金銭に触れるのを禁じられているが、現代社会でそれはまず不可能。携帯電話の所有も今や普通だ。慈悲の教えで共同体を支える僧侶にとり、これらは些細な戒律違反でしかない。だが中には、贅沢三昧のセレブのような僧侶もいる。
引用終了

## 日本との関わり

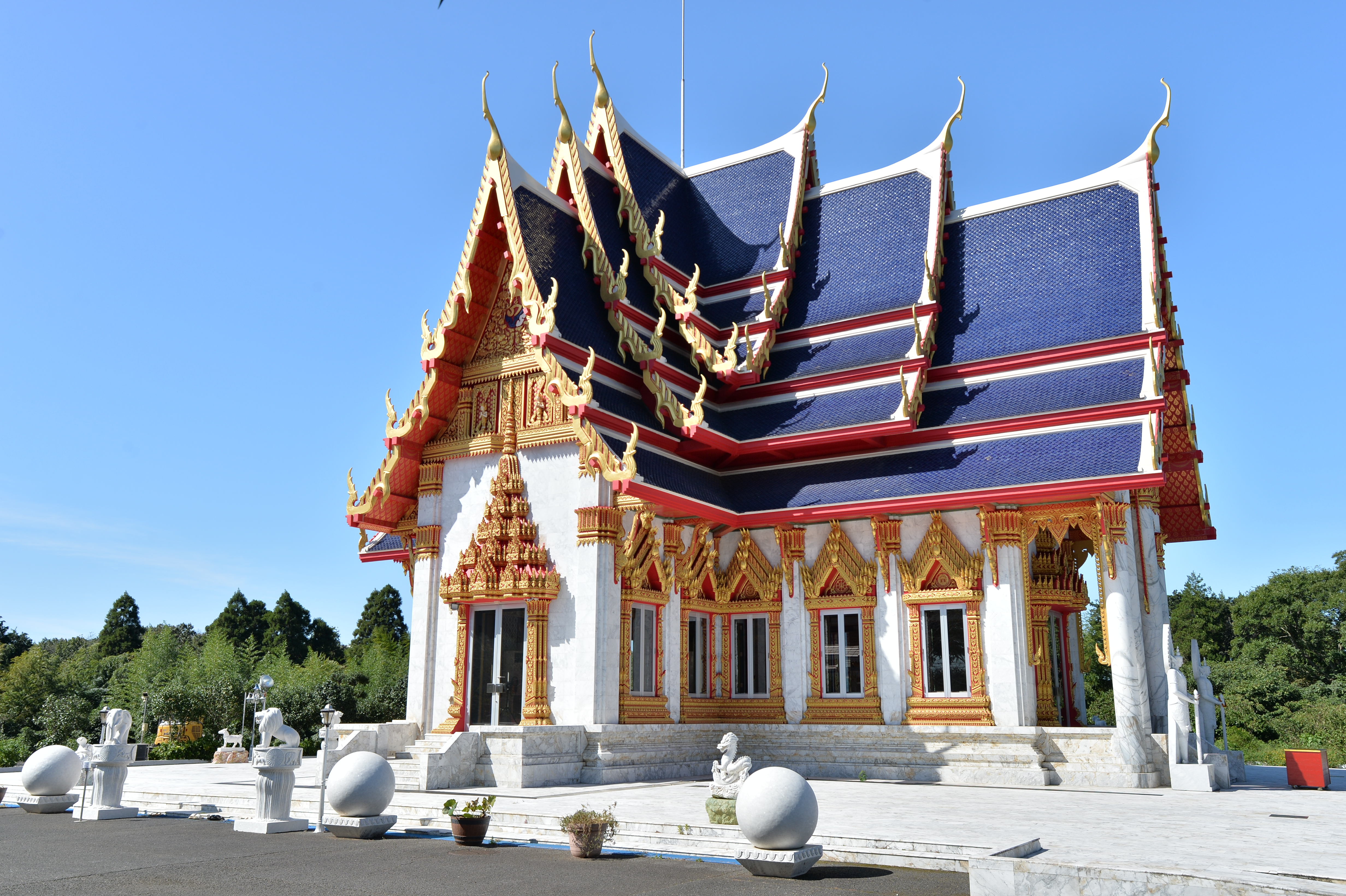
ワットパクナム日本別院の布薩堂

1900年6月、日本からの仏骨奉迎団が、1898年1月にインドで発掘された「真正」な仏骨の分与を受けた。駐バンコク弁理公使稲垣満次郎が、仏教徒の団結による国際的な仏教パワーを現出させようという意図のもと、真宗大谷派参務石川舜台などの協力を得て実現したものであった。
バンコクにあるワットパクナムは1998年、日本の千葉県成田市にワットパクナム日本別院を開設し、5人の僧侶を派遣している。青や赤を使った極彩色の建物、黄金の仏像などタイ風の寺院建築である。在日タイ人コミュニティ向けであるが、日本人なども参詣できる。
2009年6月には、東京都八王子市にタンマユット派の寺院ワッパープッタランシーが落慶した。